# Goryeo gayo
Goryeo gayo(hangul: 고려가요) o el canto de Goryeo es un género de poésia coreana durante la dinastía de Goryeo. Como la forma anterior, Jyangga gradualmente desapareció, la composición de Goryeo gayo se fue popularizada con más usos de hanja. Lo floreció especialmente durante el medio y fin de Goryeo. Un conjunto de Goryeo gayo se escribió o fue transmitido oralmente en la época Joseon (1392-1910) cuando algunos fueron escritos en alfabeto hangul.
Goryeo gayo es una forma de poésia cuya nombre normalmente contiene pyolgok o changga (hangul: 별곡). Su característica es un verso de estribillo en el centro o fin de estanza que construye un tono o atmesfera de la obra por llevar melodía distinta. Otra es la falta de su forma y diferentes longitudes.
Aunque los autores no están descubiertos en la mayoría de piezas, los cuentos tratan amor, alegría y dolor en la lengua fuerte y franca. Se cantaron al son de los instrumentos, generalmente por las músicas llamadas kisaeng.
Goryeo gayo tienen dos distintas formas de dallyeonche  (단련체) y yeonjanche (연잔체). El anterior es una figura relativamente corta que se completa en una estanza, mientras que el posterior tuve las varias estanzas. 
La pieza de Goryeo gayo, Samogok(El canto de querer la madre) como sigue:
| Coreano medieval        | Coreano moderno                           |
| ----------------------- | ----------------------------------------- |
| 호도 히어신 마      | 호미도 날이지마는                         |
| 낟티 들리도 어섀라    | 낫 같이 잘 들리도 없습니다.               |
| 아바님도 어어신 마   | 아버님도 어버이시지마는                   |
| 위 덩더둥셩             |                                           |
| 어마님 티 괴시리 어라 | 어머님같이 사랑하실 이가 없습니다.        |
| 아소 님하 어마님 티    | 아시오 (말씀 마시오) 임이시여 어머님 같이 |
| 괴시리 어라            | 사랑하실 분이 없습니다.                   |